# Speocera molesta
Speocera molesta is een spinnensoort uit de familie Ochyroceratidae. De soort komt voor in Brazilië.